# Hodeng-au-Bosc
Pour les articles homonymes, voir Bosc.
Cet article possède des paronymes, voir Hodeng-Hodenger et Hodeng-en-Bray.
Hodeng-au-Bosc est une commune française située dans le département de la Seine-Maritime en région Normandie..

## Géographie
|                | Nesle-Normandeuse      | Senarpont (Somme)              |
| Campneuseville | Hodeng-au-Bosc         | Saint-Léger-sur-Bresle (Somme) |
|                | Vieux-Rouen-sur-Bresle | Neuville-Coppegueule (Somme)   |

La localité, limitrophe du département de la Somme, est desservie par la route de la Bresle, la route départementale 49. La vallée de la Bresle borde son territoire au nord.

### Hydrographie
La commune est située dans le bassin Seine-Normandie. Elle est drainée par la Bresle, un bras de la Bresle et divers autres petits cours d'eau,.
La Bresleest un fleuve côtier d'une longueur de 68 km, qui prend sa source dans la commune de Abancourt, à 180 mètres d’altitude, et se jette  dans la Manche au Tréport, après avoir traversé 30 communes. 

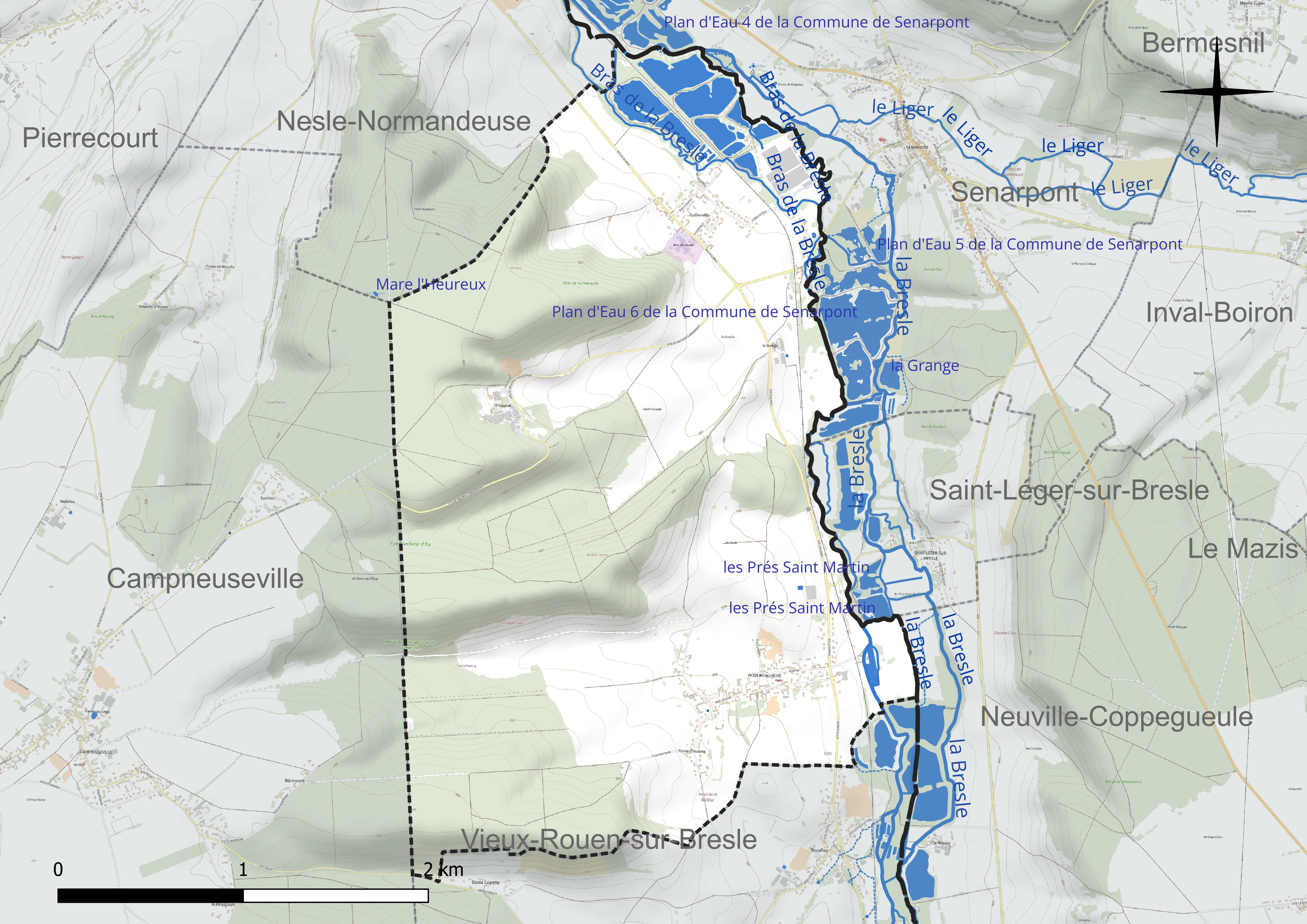
Réseau hydrographique de Hodeng-au-Bosc.

### Climat
Pour des articles plus généraux, voir Climat de la Normandie et Climat de la Seine-Maritime.
En 2010, le climat de la commune est de type climat océanique dégradé des plaines du Centre et du Nord, selon une étude du CNRS s'appuyant sur une série de données couvrant la période 1971-2000. En 2020, Météo-France publie une typologie des climats de la France métropolitaine dans laquelle la commune est exposée à un climat océanique et est dans la région climatique Côtes de la Manche orientale, caractérisée par un faible ensoleillement (1 550 h/an) ; forte humidité de l’air (plus de 20 h/jour avec humidité relative > 80 % en hiver), vents forts fréquents. Parallèlement le GIEC normand, un groupe régional d’experts sur le climat, différencie quant à lui, dans une étude de 2020, trois grands types de climats pour la région Normandie, nuancés à une échelle plus fine par les facteurs géographiques locaux. La commune est, selon ce zonage, exposée à un « climat contrasté des collines », correspondant au Pays de Bray, bien arrosé et frais.
Pour la période 1971-2000, la température annuelle moyenne est de 10,5 °C, avec une amplitude thermique annuelle de 13,5 °C. Le cumul annuel moyen de précipitations est de 821 mm, avec 12,5 jours de précipitations en janvier et 8,5 jours en juillet. Pour la période 1991-2020, la température moyenne annuelle observée sur la station météorologique la plus proche, située sur la commune d'Oisemont à 11 km à vol d'oiseau, est de 11,1 °C et le cumul annuel moyen de précipitations est de 801,4 mm,. Pour l'avenir, les paramètres climatiques de la commune estimés pour 2050 selon différents scénarios d’émission de gaz à effet de serre sont consultables sur un site dédié publié par Météo-France en novembre 2022.

## Urbanisme

### Typologie
Au 1er janvier 2024, Hodeng-au-Bosc est catégorisée commune rurale à habitat dispersé, selon la nouvelle grille communale de densité à sept niveaux définie par l'Insee en 2022.
Elle est située hors unité urbaine et hors attraction des villes,.

### Occupation des sols
L'occupation des sols de la commune, telle qu'elle ressort de la base de données européenne d’occupation biophysique des sols Corine Land Cover (CLC), est marquée par l'importance des territoires agricoles (46,1 % en 2018), en diminution par rapport à 1990 (50,3 %). La répartition détaillée en 2018 est la suivante : 
forêts (42,7 %), terres arables (33,3 %), prairies (12,8 %), zones urbanisées (7,1 %), eaux continentales (4,1 %). L'évolution de l’occupation des sols de la commune et de ses infrastructures peut être observée sur les différentes représentations cartographiques du territoire : la carte de Cassini (XVIIIe siècle), la carte d'état-major (1820-1866) et les cartes ou photos aériennes de l'IGN pour la période actuelle (1950 à aujourd'hui).

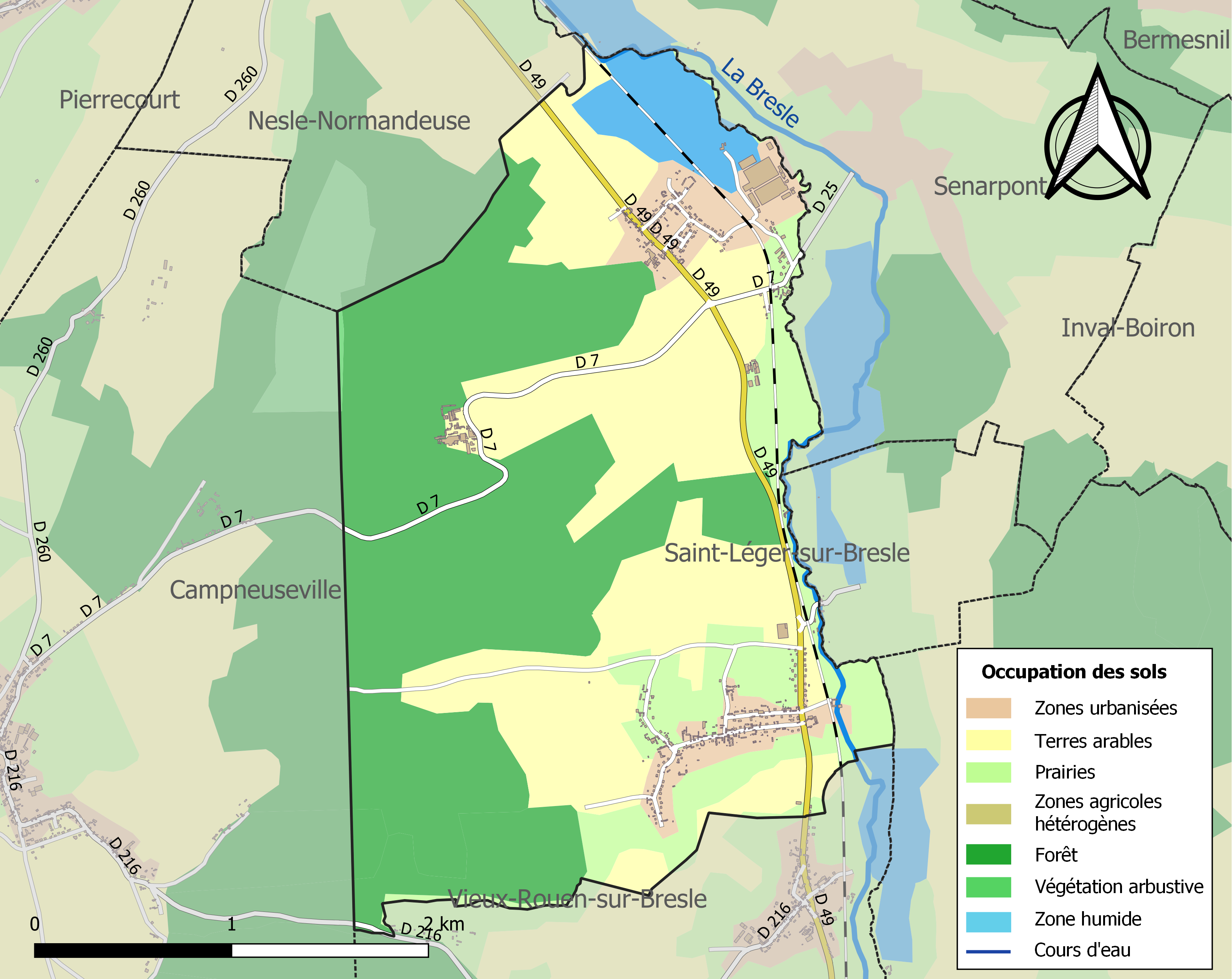
Carte des infrastructures et de l'occupation des sols de la commune en 2018 (CLC).

## Toponymie
Le nom du village est attesté sous la forme latinisée Hosdinium en 735 - 743, puis Hosdingum en 854.
Formation toponymique mérovingienne d'origine germanique (voir Nesle-Hodeng).
Le déterminant complémentaire est le normand bosc « bois, bosquet », particulièrement fréquent en Haute-Normandie et qui est également l'ancienne forme du français bois.
En 1823, Hodeng-au-Bosc absorbe la commune voisine de Guimerville (Gislemari villa fin XIIe siècle), voir explication toponymique sous Guilmécourt.

## Histoire
Un sire d'Hodeng accompagna le duc Robert II de Normandie à la Première croisade en 1096.

## Politique et administration
| Période                                  | Période                       | Identité           | Étiquette | Qualité                        |
| ---------------------------------------- | ----------------------------- | ------------------ | --------- | ------------------------------ |
| Les données manquantes sont à compléter. |                               |                    |           |                                |
| mars 1977                                | mars 2001                     | Marc Breilly       |           |                                |
| mars 2001                                | 2008                          | Anelyse Laboulle   |           |                                |
| mars 2008                                | En cours (au 29 juillet 2020) | M. Claude Santerre |           | Réélu pour le mandat 2020-2026 |

## Population et société

### Démographie
L'évolution du nombre d'habitants est connue à travers les recensements de la population effectués dans la commune depuis 1793. Pour les communes de moins de 10 000 habitants, une enquête de recensement portant sur toute la population est réalisée tous les cinq ans, les populations de référence des années intermédiaires étant quant à elles estimées par interpolation ou extrapolation. Pour la commune, le premier recensement exhaustif entrant dans le cadre du nouveau dispositif a été réalisé en 2006.

En 2022, la commune comptait 565 habitants, en évolution de −1,4 % par rapport à 2016 (Seine-Maritime : +0,35 %, France hors Mayotte : +2,11 %).
| 1793 | 1800 | 1806 | 1821 | 1831 | 1836 | 1841 | 1846 | 1851 |
| ---- | ---- | ---- | ---- | ---- | ---- | ---- | ---- | ---- |
| 320  | 300  | 336  | 302  | 399  | 412  | 430  | 429  | 449  |

| 1856 | 1861 | 1866 | 1872 | 1876 | 1881 | 1886 | 1891 | 1896 |
| ---- | ---- | ---- | ---- | ---- | ---- | ---- | ---- | ---- |
| 449  | 431  | 401  | 408  | 378  | 327  | 404  | 390  | 380  |

| 1901 | 1906 | 1911 | 1921 | 1926 | 1931 | 1936 | 1946 | 1954 |
| ---- | ---- | ---- | ---- | ---- | ---- | ---- | ---- | ---- |
| 439  | 356  | 339  | 385  | 396  | 388  | 397  | 411  | 449  |

| 1962 | 1968 | 1975 | 1982 | 1990 | 1999 | 2006 | 2011 | 2016 |
| ---- | ---- | ---- | ---- | ---- | ---- | ---- | ---- | ---- |
| 440  | 444  | 507  | 541  | 576  | 555  | 580  | 574  | 573  |

| 2021 | 2022 | - | - | - | - | - | - | - |
| ---- | ---- | - | - | - | - | - | - | - |
| 572  | 565  | - | - | - | - | - | - | - |

### Enseignement

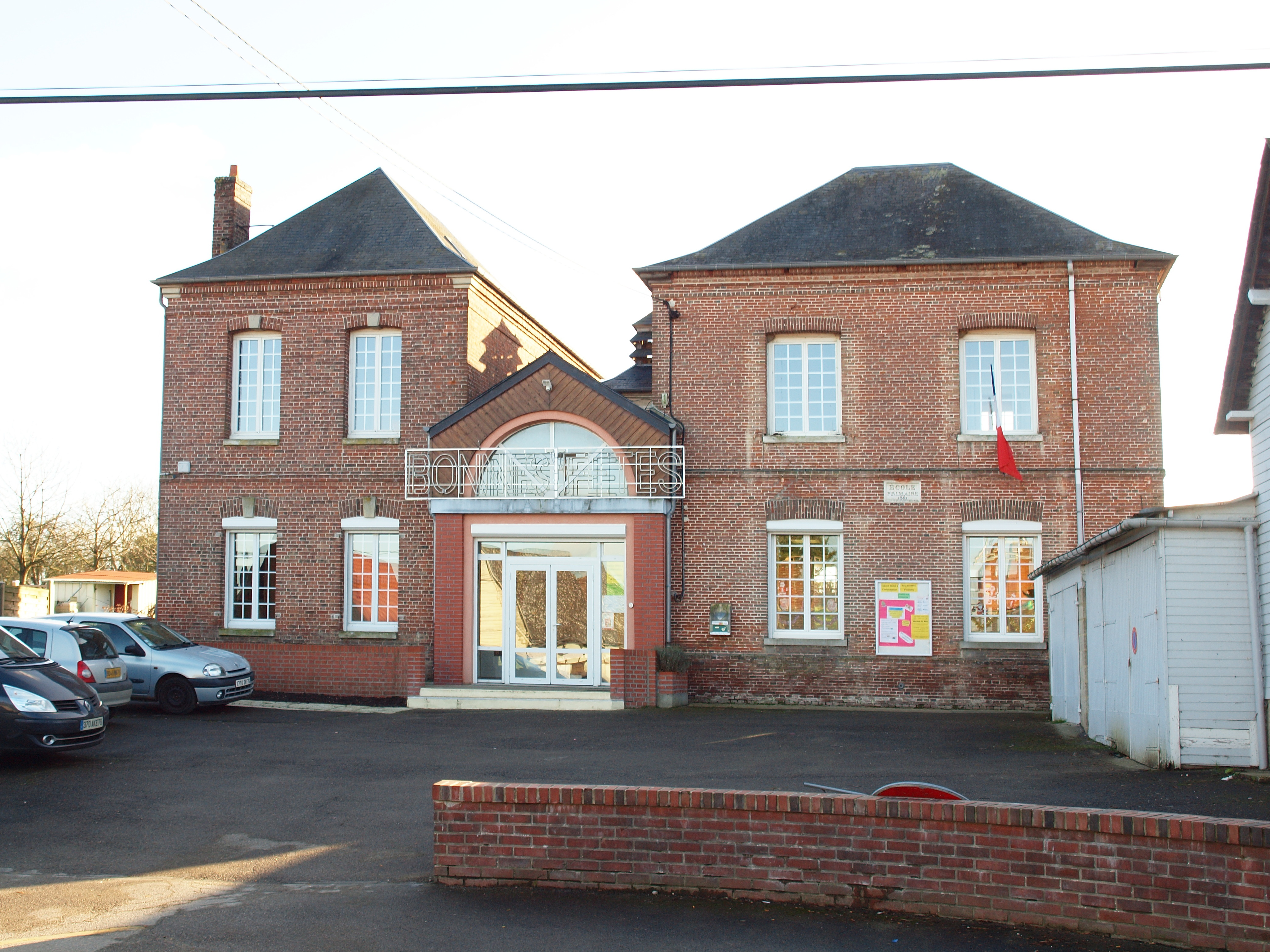
L'école.

Les enfants du village sont scolarisés dans l'école primaire publique située rue de l'église. Quarante enfants sont présents à la rentrée 2018-2019. Cette école est située dans l'académie de Normandie, en zone B pour les vacances scolaires.

### Vie associative
La société de pêche locale, rattachée au comité des fêtes, effectue des réempoissonnements à l'étang de Guimerville où ses membres s'adonnent à leur activité préférée.

## Économie

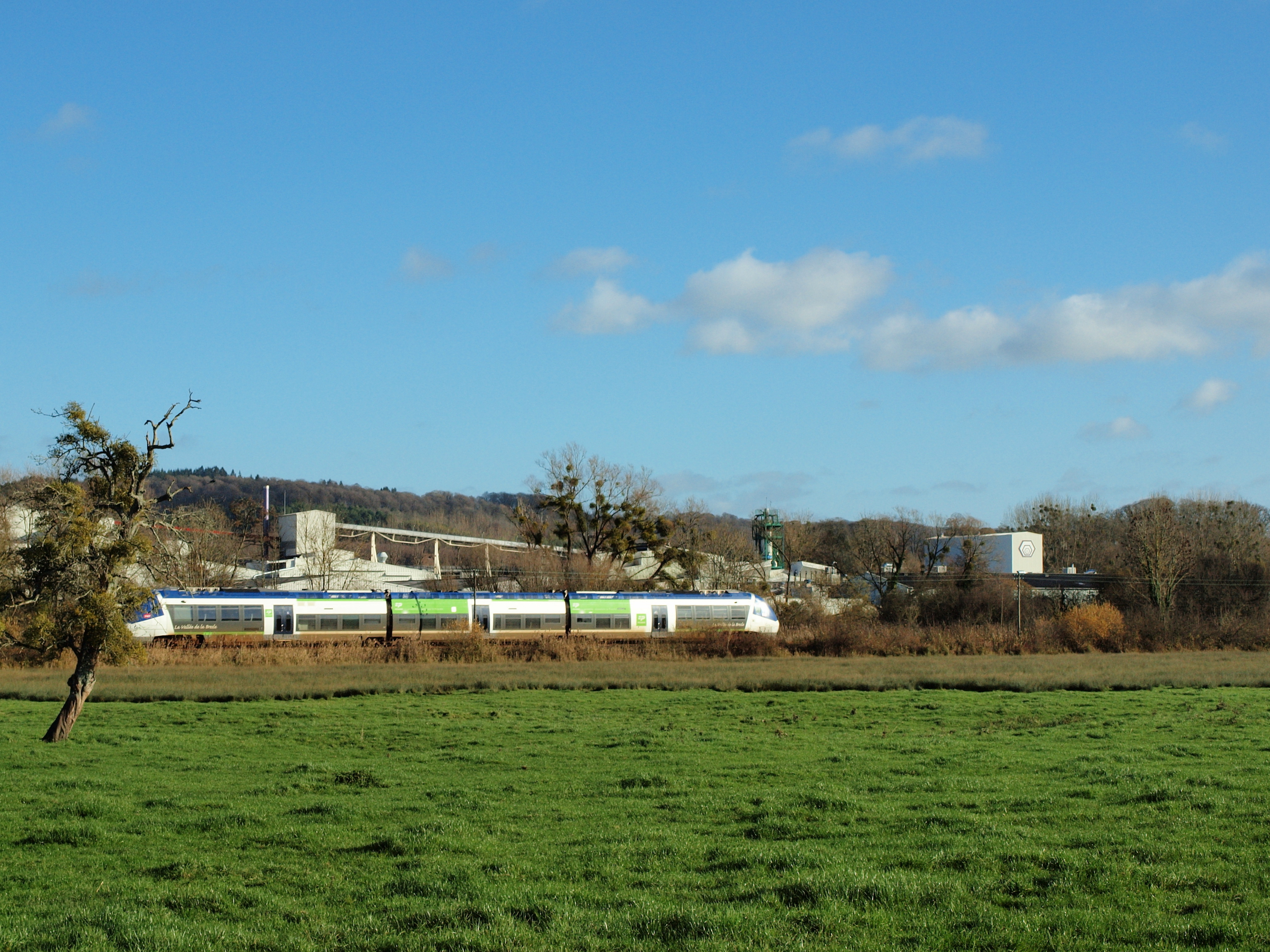
Verrerie du Courval.

La verrerie du Courval, fondée en 1623, est une entreprise leader mondial sur son secteur.
Le site historique de Guimerville produit en particulier des flacons de luxe pour les parfums. Le travail en 3x8 permet à 1 200 salariés de produire 280 millions de pots ou flacons par an en 2017.
Le Castel Saint-Joseph de Guimerville, une structure d'accueil pour les personnes âgées.  Cet EHPAD peut accueillir 78 hôtes avec son équipe de 63 professionnels.

## Culture locale et patrimoine

### Lieux et monuments
- Église Saint-Martin à Hodeng, toute en brique.
- Église Saint-Sauveur à Guimerville, en brique et pierre blanche.

Le chef-lieu dispose de la salle communale.
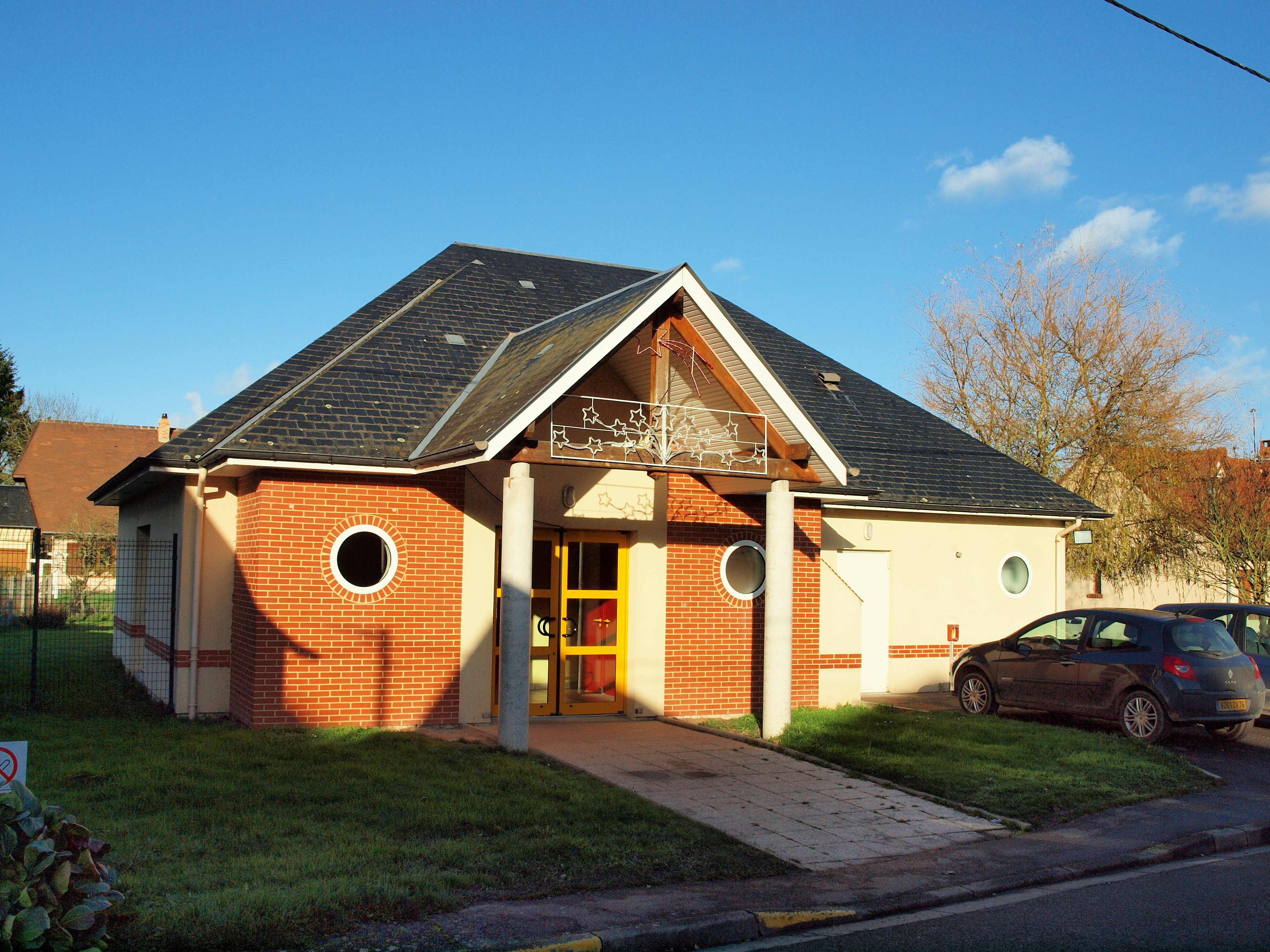
Salle communale.
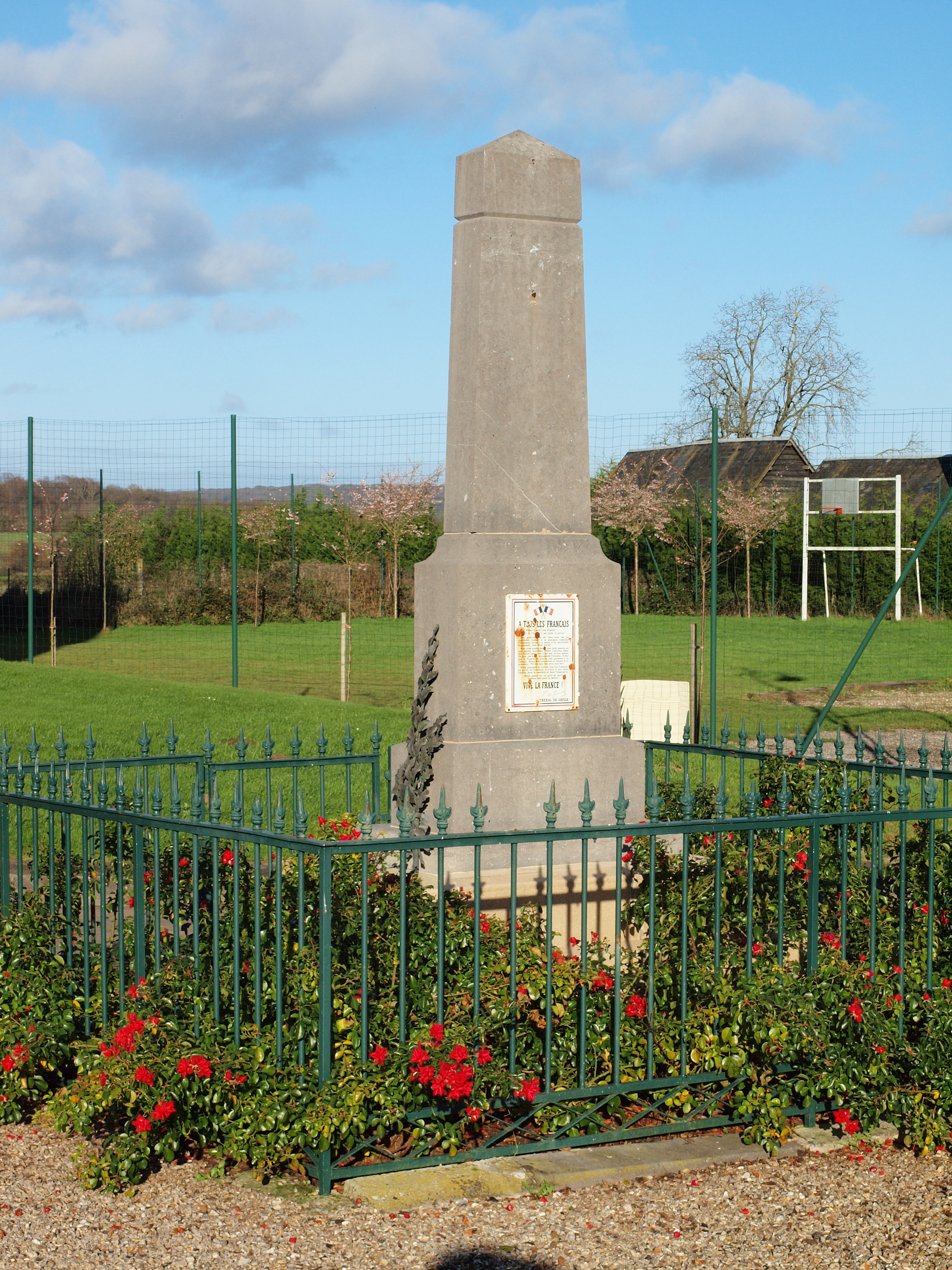
Monument aux morts d'Hodeng.
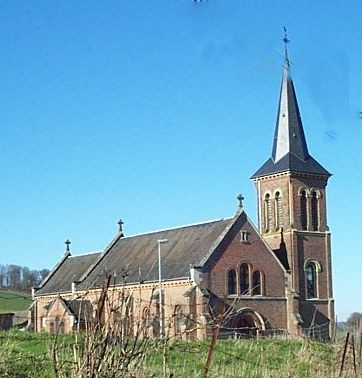
Église à Hodeng.

Guimerville a conservé son église.
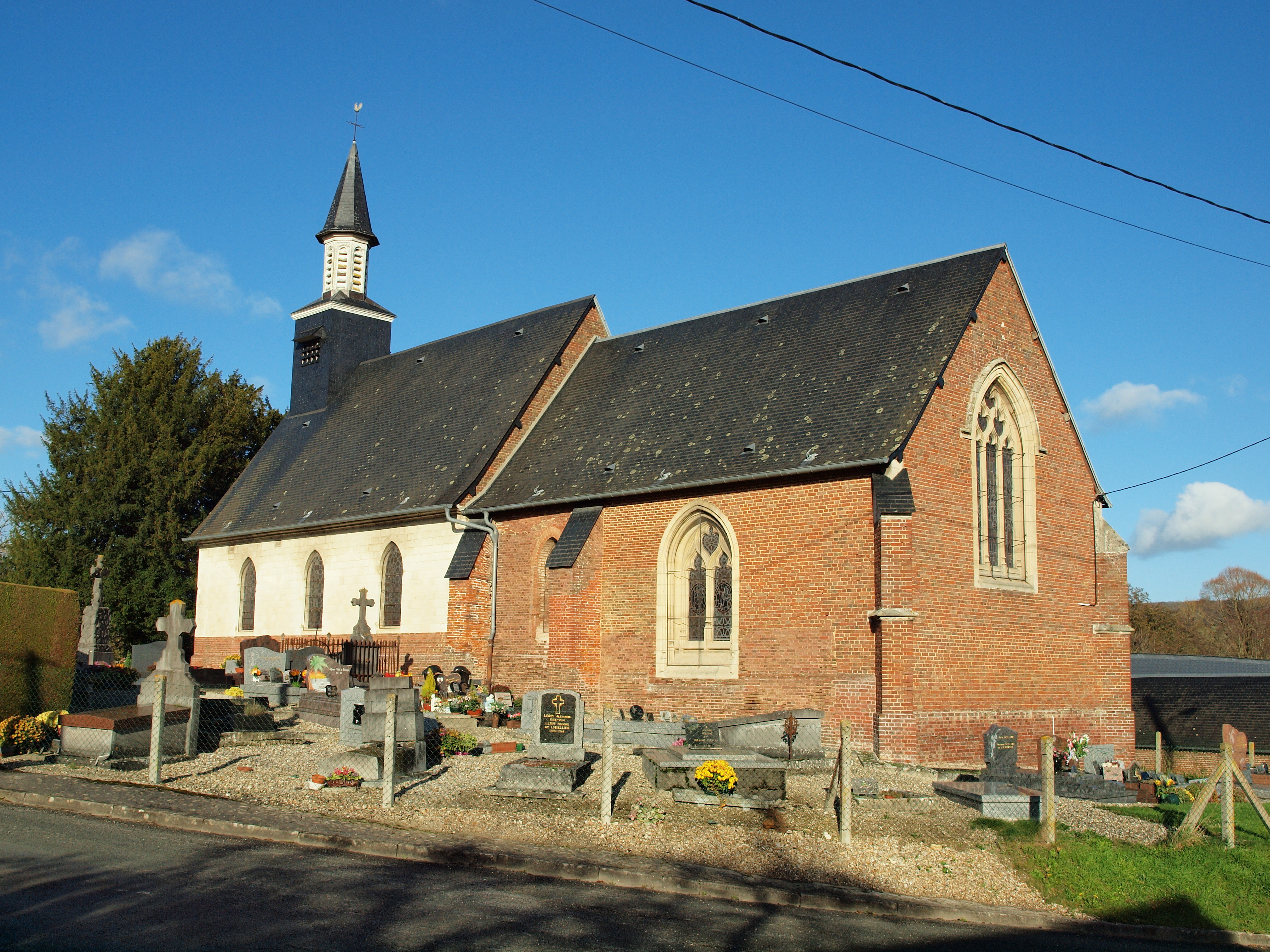
Église de Guimerville.
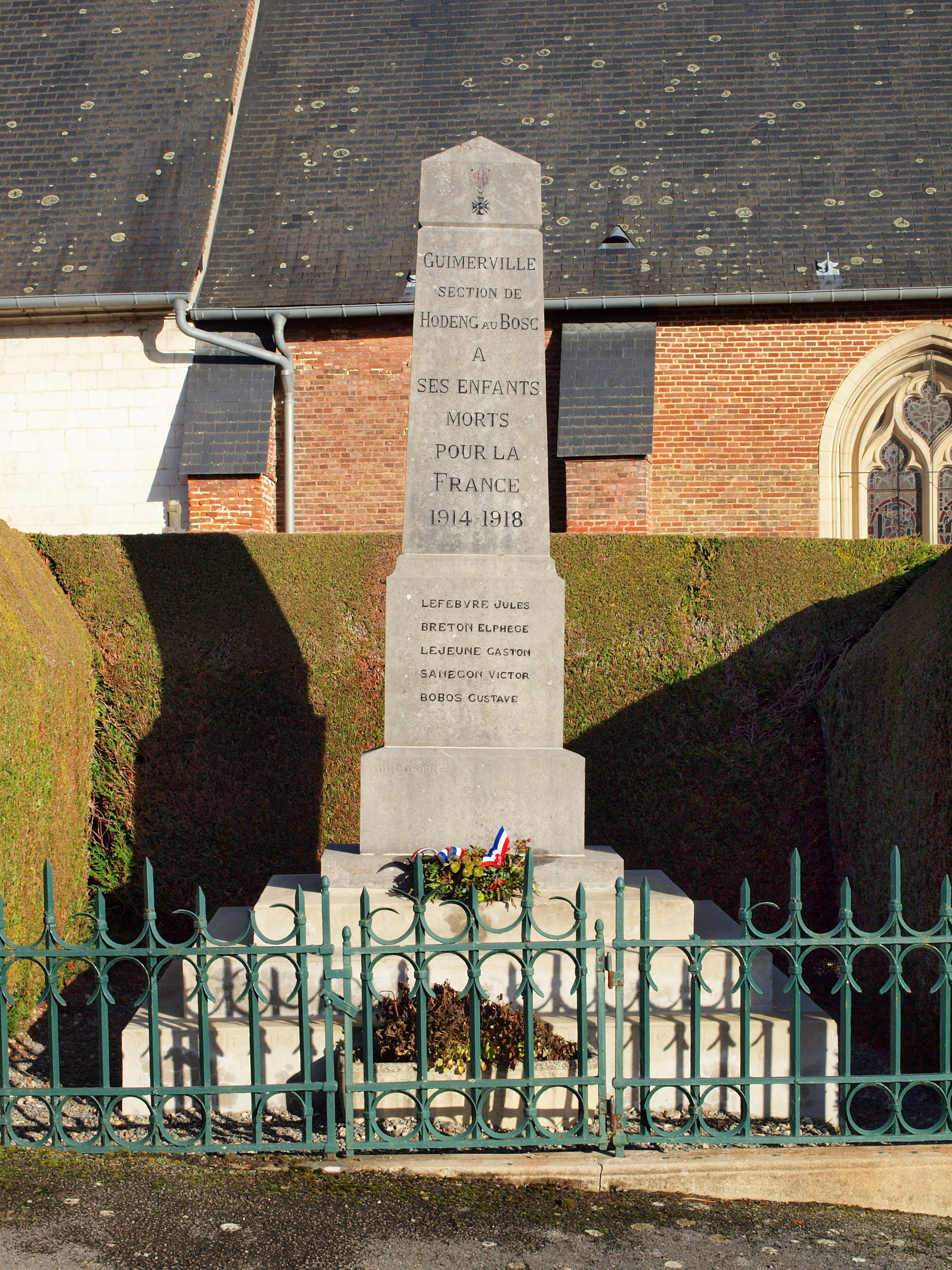
Monument aux morts de Guimerville.
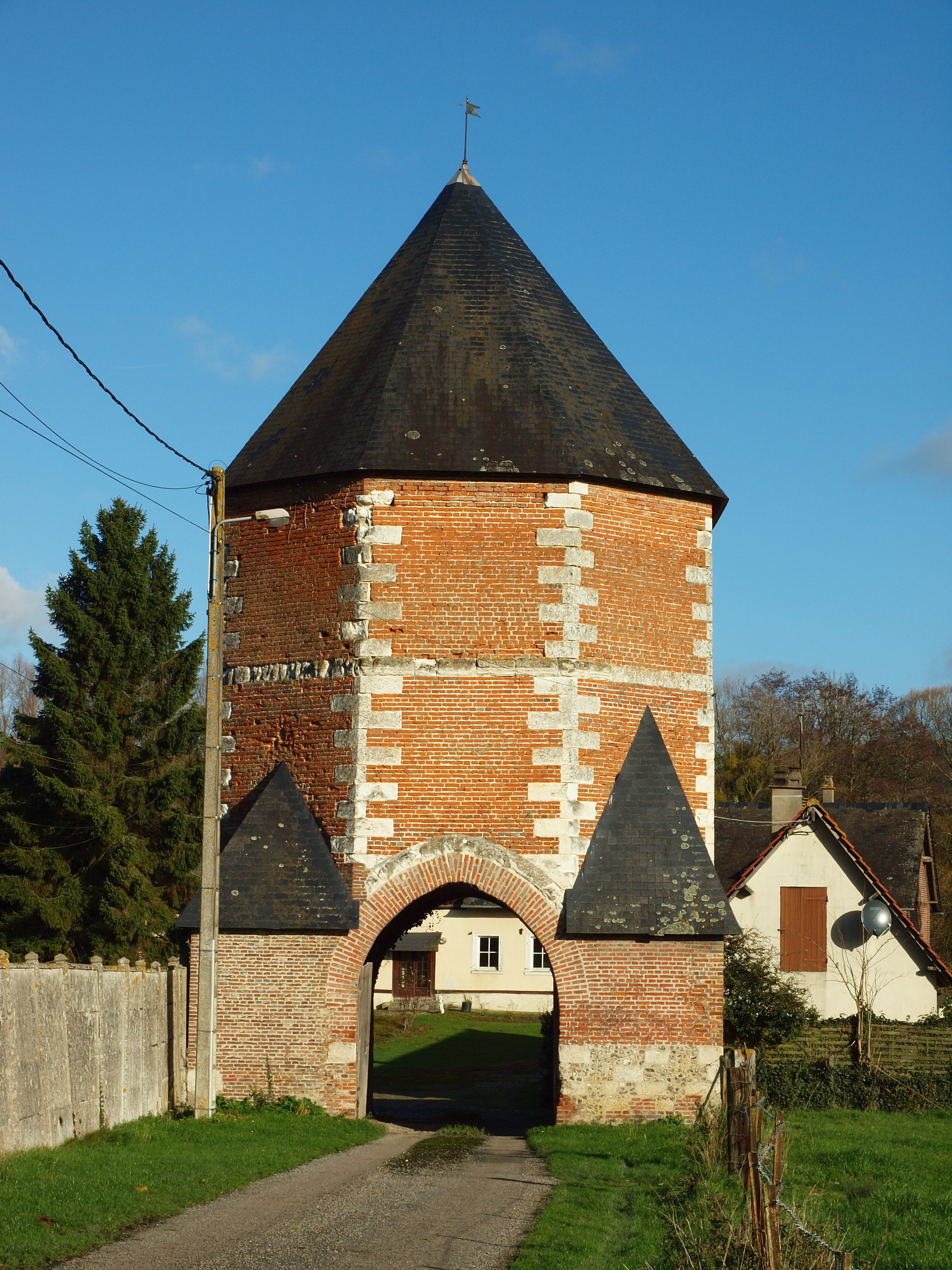
Colombier à Guimerville.

### Personnalités liées à la commune
- Jean-Luc Thérier (1945-2019), pilote  de rallye français lié à la marque Alpine Renault, né à Hodeng-au-Bosc.